# Ronald Borchers
Ronald Borchers (Francoforte sul Meno, 10 ottobre 1957 – Francoforte sul Meno, 18 agosto 2024) è stato un calciatore tedesco, di ruolo centrocampista.

## Palmarès

### Club

#### Competizioni nazionali
- Coppa di Germania: 2

Eintracht Francoforte: 1974-1975, 1980-1981

#### Competizioni internazionali
- Coppa UEFA: 1

Eintracht Francoforte: 1979-1980